# Самуель Дідковський
Самуель Дідковський — український шляхтич, працівник Новгород-сіверської канцелярії, намісник судового підстарости з вересня 1639 до березня 1647 рр., чернігівський граничний коморник (з 1644 року).

## Життєпис
Самуель Дідковський походив з овруцької шляхетської родини Дідковських гербу «Сас», представники якої проживали на території сучасної Житомирщини. Згідно даних подимного реєстру Овруцького повіту 1634 року Дідковські у селі Дідківці володіли трьома родинами підданих. Станом на середину XVII ст., за неповними даними, у Дідківцях проживало не менше чотирьох сімей Дідковських. Для досягнення достатку представникам такої дрібної шляхти довелось нести військову службу, будувати духовну кар'єру та спробувати себе в юриспруденції. Чимало представників родини потрапили на нижчі уряди в ґродських і земських канцеляріях, зокрема у 1617 р. якийсь Дідковський зафіксований як земський підписок у Києві. У 1643 році у житомирській ґродській канцелярії фігурує Захаріяш Петрович Дідковський, а під 1648 р. згадується знову ж таки як київський земський підписок Дідковський.
Самуель Дідковський вперше фіксується як підписок у Новгороді-Сіверському Чернігівського воєводства у травні 1637 році, де він виконував ці функції до жовтня 1645 року. Після Деулінського перемир'я, Чернігово—Сіверські землі було повернуто Речі Посполитій, а Новгород-Сіверський став центром повіту Чернігівського воєводства. У системі судочинства й адміністрування Речі Посполитої одними з найбільш ефективних установ були ґроди. Вони засновувалися в ключових королівських замках — центрах повітів — територіально-адміністративних одиницях, з яких складалися воєводства. Одна із семи ґродсько-судових установ на території українських воєводств була у місті Новгород-Сіверському, відкрита в результаті схвалення конституції коронаційним сеймом 1633 р. під назвою «Ординація чернігівська». Також, у жовтні 1633 року Новгород-сіверським старостою став Олександр Пісочинський.
Відповідно, Самуель Дідковський періодично згадується як намісник судового підстарости з вересня 1639 до березня 1647 р. Також цю посаду в 1637-1643 роках обіймав Станіслав Буринський. З цього часу фактичне керівництво рочками сконцентрувалося в руках судового підстарости. У свою чергу, субделегати призначалися одноосібно старостою і могли виконувати свої обов'язки голови суду як одноразово, так і протягом всього часу відбуття рочок.
У грудні 1640 — березні 1641 рр., крім того, періодично згадується як ґродський писар. На думку дослідника Петра Кулаковського це був приклад тимчасового виконання функцій, пов'язане з якоюсь обґрунтованою відсутністю в Новгороді-Сіверському «основного» писаря Самуеля Некрашевича. У лютому 1641 року Самуель Мужиловський, що тоді виконував функції ґродського писаря, перед від'їздом на Коронний трибунал у справах Олександра Пісочинського «засадив» на своє місце субделегатом саме С. Дідковського з серпня 1640 по березень 1641 року. Згодом С. Дідковський знову повернувся до виконання у канцелярії обов'язків підписка.
З 1644 року Самуель Дідковський згадується як чернігівський граничний коморник. Час від часу він здійснював повноваження намісника, поєднуючи їх з обов'язками підписка. Крім цього, Самуель надавав юридичні послуги клієнтам з числа місцевої шляхти як їх уповноважений у різних судах.

## Володіння
Проживав Самуель Дідковський у селі Медведків (Медведки), в окрузі Новгорода-Сіверського. Імовірно, він орендував село в Пісочинських. У серпні 1646 року Самуель перебував у Сосниці, названий слугою Яна Пісочинського і знову «писарем ґродським новгород-сіверським».